# Henrik von Wehrden
Henrik von Wehrden (* 1976 in Duisburg) ist ein deutscher Geograph, Biologe und Nachhaltigkeitswissenschaftler. An der Leuphana Universität Lüneburg war er bis 2021 Dekan der Fakultät Nachhaltigkeit und hat die Professur für Quantitative Methoden der Nachhaltigkeitswissenschaft inne.

## Leben
Von 1996 bis 2003 studierte von Wehrden Geographie an der Universität Marburg. Seine Schwerpunkte waren Botanik, Geologie und Bodenkunde. Nach zweijähriger Projektarbeit begann er 2005 mit seiner Promotion an der Universität Halle, die er 2009 mit summa cum laude abschloss. Thema der Doktorarbeit war die Kartierung der Vegetation im südlichen Teil der mongolischen Wüste Gobi.
Forschungsinteressen von Wehrdens sind wissenschaftliche Methoden und ihre Anwendung in neuen Kontexten sowie ethische Fragestellungen. Dabei konzentriert sich seine Arbeit auf Nachhaltigkeit.

## Wirken an der Leuphana Universität Lüneburg
Im Jahr 2010 wurde von Wehrden zum Juniorprofessor an der Leuphana Universität Lüneburg berufen. Seit 2012 ist er beratendes Mitglied im Senat der Universität, dem Gremium der akademischen Selbstverwaltung. Seit 2016 hat von Wehrden eine volle Professorenstelle inne und wurde zum Dekan der Fakultät Nachhaltigkeit gewählt. Zurzeit ist er Professor für Quantitative Methoden der Nachhaltigkeitswissenschaft am Institut für Ethik und Transdisziplinäre Nachhaltigkeitsforschung.